# بانک بنگلادش
بانک بنگلادش (بنگالی: বাংলাদেশ ব্যাংক) بانک مرکزی بنگلادش است، که در سال ۱۹۷۱ توسط دولت بنگلادش تأسیس شد.